# Otto Bender (Politiker, 1897)

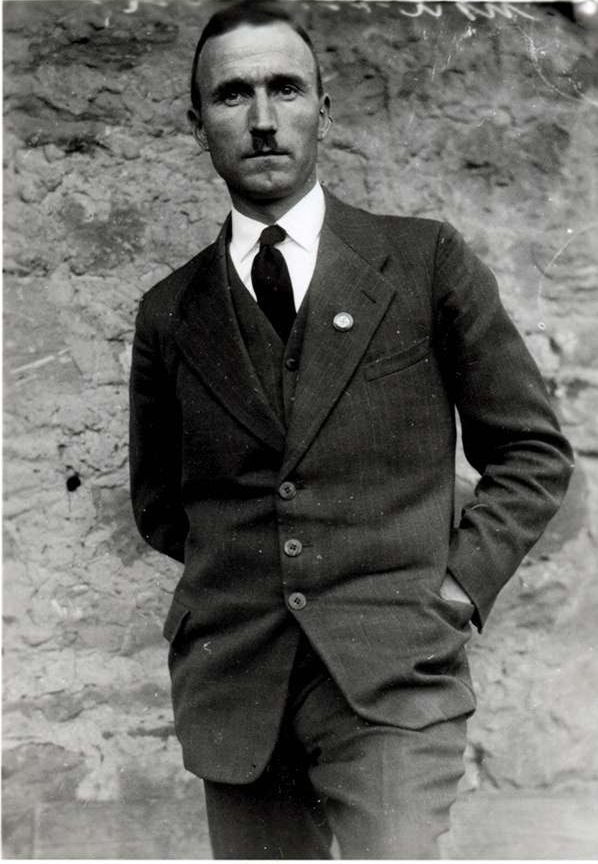
Otto Bender

Otto Bender (* 17. Dezember 1897 in Eichtersheim; † 27. Mai 1988) war ein deutscher Politiker (NSDAP). Er war NSDAP-Kreisleiter im Amtsbezirk Wiesloch, von 1933 bis 1945 Bürgermeister der Stadt Wiesloch, gehörte ab 1933 bis zu dessen Auflösung dem Landtag der Republik Baden an und wurde 1940 zum Chef der Zivilverwaltung in Bischheim ernannt.

## Leben
Bender war Landwirt und Mitglied des Badischen Landbunds. Er trat zum 20. März 1926 in die NSDAP ein (Mitgliedsnummer 32.387). 1926 war er der Gründer der NSDAP-Ortsgruppe in Eichtersheim, 1928 wurde er Bezirksleiter und später Kreisleiter im Amtsbezirk Wiesloch. 1933 wurde er Bürgermeister von Wiesloch, indem er den Amtsvorgänger Albert Groeppler wegen dessen jüdischer Ehefrau aus dem Amt drängte. Nach den Wahlen vom März 1933 gehörte er dem Badischen Landtag bis zu dessen Auflösung an. Ab 1936 leitete er die Badischen Landwirtschaftlichen Genossenschaften, ab 1941 auch die elsässischen. Von 1940 an war er zudem noch Chef der Zivilverwaltung in Bischheim bei Straßburg. Insgesamt hatte er 16 Aufsichtsratsposten inne. In Wiesloch ließ er sich ab 1941 von seinem Stellvertreter, dem NSDAP-Ortsgruppenleiter Hermann Stöckinger, vertreten. Ab 1944 war er freiwillig bei der Wehrmacht bis Kriegsende im Militärdienst. Er wurde 1934 mit dem Goldenen Ehrenzeichen der NSDAP sowie später mit verschiedenen weiteren Parteiabzeichen ausgezeichnet.
Nach dem Zweiten Weltkrieg wurde Bender im Rahmen der Entnazifizierung zunächst als Hauptbelasteter eingestuft und verdingte sich wegen der Berufsbeschränkung als Hilfsarbeiter bei der Rhein-Neckar-Baustoff AG in Mannheim. 1949 wurde er im Revisionsverfahren in die II. Gruppe der Belasteten herabgestuft. 1951 bat er beim Ministerpräsidenten von Württemberg-Baden, Reinhold Maier, vergeblich um weitere Milderung. Erst Ministerpräsident Gebhard Müller reihte ihn schließlich 1959 gnadenhalber in die Gruppe der Mitläufer ein. Nach der Begnadigung schloss sich ein langwieriger Rechtsstreit mit der Stadt Wiesloch wegen Benders Ruhegehalt an. Sein Amtsvorgänger Groeppler schrieb zwar ein Entlastungsschreiben, die Stadt sah es aber dennoch als erwiesen an, dass Bender den höher qualifizierten Groeppler aus dem Amt gedrängt habe. Bender, der keinerlei Unrechtsbewusstsein empfand und sich zumeist selbst als vorbildliches und pflichtbewusstes, letztlich aber passives Werkzeug der NS-Machthaber darstellte, gab den gegen ihn gerichteten Vorwurf erst indirekt in einem 1975 verfassten Manuskript zur Wieslocher Stadtgeschichte zu.